# Фурмановська сільська рада
Фу́рмановська сільська рада (рос. Фурмановский сельский совет) — сільське поселення у складі Первомайського району Оренбурзької області Росії.
Адміністративний центр — селище Фурманов.

## Історія
2015 року ліквідована Тюльпанська сільська рада (селище Тюльпан), територія увійшла до складу Фурмановської сільради.

## Населення
Населення — 1890 осіб (2019; 2278 в 2010, 2852 у 2002).

## Склад
До складу сільської ради входять:
| Населений пункт    | Населення, осіб (2002) | Населення, осіб (2010) |
| ------------------ | ---------------------- | ---------------------- |
| Башкировка, селище | 138                    | 124                    |
| Істочний, селище   | 140                    | 35                     |
| Конне, село        | 113                    | 69                     |
| Мансурово, село    | 490                    | 412                    |
| Назаровка, селище  | 409                    | 345                    |
| Прирічний, селище  | 239                    | 199                    |
| Пруди, селище      | 132                    | 72                     |
| Тюльпан, селище    | 652                    | 488                    |
| Фурманов, селище   | 539                    | 534                    |